# Zaghawa
Los zaghawa (también beri o bideyat) son un grupo étnico africano de ascendencia tubu, aunque el cronista Ibn Jaldún afirmó que eran de origen sanhaya. Habitan principalmente en las regiones de Borku y Ennedi (norte del Chad), en territorios contiguos a Libia y el norte de Darfur, en Sudán. Son semi-nómadas, y crían ganado, sobre todo camellos y ovejas, y cosechan cereales silvestres. Hace varios siglos se convirtieron al islam, aunque mantienen todavía algunas de sus tradiciones religiosas. Tienen su propia lengua, también llamada zaghawa, pero sus comunidades hablan también el dialecto local del árabe.
Se llaman a sí mismos "beri". El nombre zhagawa les fue dado por los pueblos árabes vecinos. La cultura zaghawa guarda tradiciones preislámicas pero ha seguido un largo proceso de arabización en muchas de sus comunidades. Muchos de sus miembros pasaron a formar parte de milicias yanyauid, núcleo de las fuerzas paramilitares sudanesas conocidas como Fuerzas de Apoyo Rápido y milicias aliadas que en 2023 y 2024 llevaron a cabo una campaña de limpieza étnica contra los agricultores masalit, fur e incluso sectores minoritarios de su propia etnia, según un informe publicado  por Human Rights Watch.

## Historia

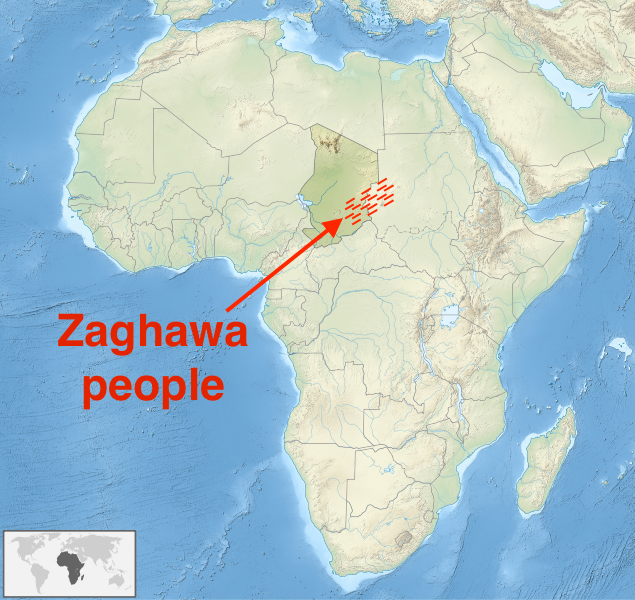
Zonas habitadas por el pueblo zaghawa

Bandera de los nacionalistas zaghawa

El antiguo reino de Kanem, situado al noreste del lago Chad, estuvo formado originalmente por pueblos nómadas que hablaban lenguas nilo-saharianas y estaban sometidos al pueblo zaghawa (siglos VI-VII). Las tradiciones orales locales señalan que el árabe Sayf ibn Dhi Yazan unió a este pueblo y comenzó la dinastía Sefuwa, que gobernó Kanem y, en ocasiones, el imperio más grande Kanem Bornu, desde el siglo IX hasta el siglo XIX.
A lo largo de su historia, los zaghawa fueron comerciantes activos, utilizando las numerosas rutas de caravanas que cruzaban su territorio para transportar mercancías y esclavos a través del Sahara hacia el norte de África.
A principios del siglo XVII, los territorios zaghawa, incluidos los estados de Kobe y Dar Kimr, fueron disputados por los dos poderosos sultanatos musulmanes de Wadai, en el actual Chad, y Darfur, en la actual República de Sudán. También durante el siglo XVII, Abdullay Boru, de Kobe, se convirtió en el primer gobernante zaghawa en convertirse al Islam.
En el siglo XVIII, los líderes de la dinastía Kayra de Darfur se habían alineado con los zaghawa mediante pactos políticos y alianzas matrimoniales. A partir de entonces, los gobernantes zaghawa, llamados sultanes, fueron elegidos por el sultán de Darfur.
Aunque no son muy poderosos en Sudán, dominan políticamente Chad, cuyo presidente, Mahamat Déby Itno, así como su predecesor, Idriss Déby, es un zaghawa, al igual que varios dirigentes anteriores y otros miembros del gobierno. El ejército privado del presidente de Chad ("Garde Presidentielle") está formado también por miembros de esta etnia. Varios de los líderes de los movimientos armados que toman parte en el conflicto de Darfur, incluyendo a Minni Minnawi, del Movimiento de Liberación de Sudán, y a Khalil Ibrahim, del Movimiento Justicia e Igualdad, son de etnia zaghawa.